# Фернандес, Мауро
Мауро Рауль Фернандес (исп. Mauro Raúl Fernández; родился 31 марта 1989 года в Пуэрто-Мадрин, Аргентина) — аргентинский футболист, полузащитник клуба «Гильермо Браун».

## Клубная карьера
Фернандес начал карьеру в клубе «Гильермо Браун», за который он выступал на протяжении трёх сезонов и помог команде выйти в Примеру B. Летом 2011 году Мауро перешёл в «Эстудиантес». 7 августа в матче против «Ньюэллс Олд Бойз» он дебютировал в аргентинской Примере. 18 сентября в поединке против «Архентинос Хуниорс» Фернандес забил свой первый гол за «Эстудиантес».
В начале 2013 года для получения игровой практики Мауро на правах аренды перешёл в уругвайский «Пеньяроль». 29 марта в матче против «Сентраль Эспаньол» он дебютировал в уругвайской Примере. 1 июня в поединке против «Ливерпуля» Фернандес забил свой первый гол за «Пеньяроль». В том же сезоне он выиграл золотые медали уругвайского первенства.
Летом 2014 года Мауро на правах аренды перешёл в эквадорский «Эмелек». 31 июля в матче против «Депортиво Кито» он дебютировал в эквадорской Примере. В том же году Фернандес стал чемпионом Эквадора. 25 февраля 2015 года в поединке Кубка Либертадорес против боливийского «Стронгеста» он забил свой первый гол за «Эмелек»

## Достижения
«Пеньяроль»
- Чемпионат Уругвая по футболу — 2012/13

 «Эмелек»
- Чемпионат Эквадора по футболу — 2014